# Ендрю Лінкольн
Ендрю Лінкольн (англ. Andrew Lincoln; нар. 14 вересня 1973, Лондон, Велика Британія) — англійський актор. Відомий своїми ролями у телесеріалах «Це життя», «Вчителі», «Потойбічне життя» і кінофільмах «Реальна любов» та «Серцеїд». Широка популярність прийшла з виходом на екрани телесеріалу «Ходячі мерці», де зіграв головну роль — шерифа Ріка Граймса.

## Юність
Ендрю Лінкольн народився 14 вересня 1973 року в Лондоні, Англія. Його батько був британським інженером будівництва, а мати працювала медсестрою. Все дитинство актора пройшло в місті Галл, але коли йому виповнилось 10 років, родина Ендрю переїхала у нове місто, під назвою Бат. Після закінчення «Beechen Cliff School» Ендрю навчався у Королівській академії драматичного мистецтва, де змінив своє прізвище Клаттербак на Лінкольн. Перша поява актора на екрані відбулася в одному з епізодів телесеріалу Drop the Dead Donkey у 1994 році. Його брат — Річард Клаттербак працює заступником директора школи святого Лаврентія у місті Бредфорд-на-Ейвоні.

## Акторська кар'єра
Ендрю Лінкольн навчався в Королівській академії театрального мистецтва і прославився своєю роллю юриста-практика в хітовій драмі BBC «Це життя». Успіх здобув після серії ролей в кіно і на ТБ, зокрема в серіалі «Гангстер №1», де знявся разом з Малкольмом Макдавеллом. У 2001 році Лінкольн почав зніматися в трирічному проєкті — комедійній драмі «Вчителі», за роль в якій він був номінований на премію «Британської академії кіно і телебачення».
У 2003 році потрапив у зоряний склад романтичної комедії Річарда Кертіса «Реальна любов». За весь період своєї кар'єри Лінкольн зіграв кілька театральних ролей, схвалених критиками, зокрема роль бабія Дейла в п'єсі Джеса Баттерворта «Parlour Song». Так само знявся з Ванессою Параді у французькому фільмі «Серцеїд». У 2010 році взяв участь у зніманні першого сезону телесеріалу «Ходячі мерці», де зіграв роль головного персонажа Ріка Граймса, котрий був шерифом невеликого містечка.

## Приватне життя
10 червня 2006 року Ендрю Лінкольн одружився з Гаель Андерсон — дочкою відомого музиканта Яна Андерсона, лідера гурту Jethro Tull. На весільній церемонії пелюстки квітів розкидувала Епплі Мартін (дочка американської актриси Гвінет Пелтроу та музиканта Кріса Мартіна, лідера гурту Coldplay). 10 вересня 2007 року у подружжя народилася дочка.

## Фільмографія

### Кіно
| Рік  | Українська назва             | Оригінальна назва         | Роль              | Примітки               |
| ---- | ---------------------------- | ------------------------- | ----------------- | ---------------------- |
| 1995 |                              | Boston Kickout            | Тед               |                        |
| 1998 |                              | Understanding Jane        | Party Stonehead 1 |                        |
| 1999 |                              | A Man's Best Friend       | Чоловік           | короткометражний фільм |
| 1999 | Відривайся                   | Human Traffic             | Фелікс            |                        |
| 2000 | Гангстер № 1                 | Gangster No. 1            | Максі Кінг        |                        |
| 2000 | Злочинні ангели              | Offending Angels          | Сем               |                        |
| 2003 | Реальна любов                | Love Actually             | Марк              |                        |
| 2004 | Випробування любов'ю         | Enduring Love             | Телепродюсер      |                        |
| 2006 | Ці дурні речі                | These Foolish Things      | Крістофер Ловелл  |                        |
| 2006 | Який ти прекрасний!          | Comme t'y es belle!       | Пол               |                        |
| 2006 | Сцени сексуального характеру | Scenes of a Sexual Nature | Джемі             |                        |
| 2010 | Серцеїд                      | L'arnac?ur                | Джонатан          |                        |

### Телебачення
| Рік            | Українська назва                    | Оригінальна назва                           | Роль               | Примітки                                                            |
| -------------- | ----------------------------------- | ------------------------------------------- | ------------------ | ------------------------------------------------------------------- |
| 1994           |                                     | Drop the Dead Donkey                        | Террі              | епізод «Births and Deaths»                                          |
| 1995           |                                     | N7                                          | Енді               |                                                                     |
| 1996           |                                     | Over Here                                   | Кедді              | мінісеріал                                                          |
| 1996           |                                     | Bramwell                                    | Мартін Фредерікс   | Епізод 2.3                                                          |
| 1996–1997      | Це життя                            | This Life                                   | Едгар Кук          | 32 епізоди                                                          |
| 1997           | Жінка у білому                      | The Woman in White                          | Вальтер Гартрайт   |                                                                     |
| 1999           |                                     | Mersey Blues                                | Ведучий            | мінісеріал                                                          |
| 2000           |                                     | Bomber                                      | Капітан Віллі Бірн |                                                                     |
| 2000           |                                     | A Likeness in Stone                         | Річард Кірчман     |                                                                     |
| 2001–2003      | Вчителі                             | Teachers                                    | Саймон Кейсі       | 20 епізодів                                                         |
| 2003           |                                     | Trevor's World of Sport                     | Марк Боден         | Епізод 1.1                                                          |
| 2003           |                                     | State of Mind                               | Джуліан Латімер    | мінісеріал                                                          |
| 2003           |                                     | The Canterbury Tales                        | Алан Кінг          | епізод «The Man of Law's Tale»                                      |
| 2004           |                                     | Holby City                                  | Хлопець пацієнта   | епізод «Letting Go»                                                 |
| 2004           |                                     | Whose Baby?                                 | Баррі Флінт        |                                                                     |
| 2004           |                                     | Lie with Me                                 | Вілл Томлінсон     | мінісеріал                                                          |
| 2005–2006      | Потойбічне життя                    | Afterlife                                   | Роберт Брідж       | 14 епізодів                                                         |
| 2007           | Це життя                            | This Life                                   | Едгар Кук          |                                                                     |
| 2009           | Те, про що я тобі не сказав         | The Things I Haven't Told You               | DC-Рей             |                                                                     |
| 2009           | Грозовий перевал                    | Wuthering Heights                           | Едгар Лінтон       |                                                                     |
| 2009           | Місячний постріл                    | Moonshot                                    | Майкл Коллінз      | телефільм                                                           |
| 2010           | Удар у відповідь                    | Strike Back                                 | Г'ю Коллінсон      | мінісеріал                                                          |
| 2010–2018,2022 | Ходячі мерці                        | The Walking Dead                            | Рік Граймс         |                                                                     |
| 2022           | Кабінет курйозів Ґільєрмо дель Торо | Guillermo del Toro's Cabinet of Curiosities | Едгар Бредлі       | епізод «The Murmuring»                                              |
| 2017           | День червоних носів                 | Red Nose Day Actually                       | Марк               | мінісеріал                                                          |
| 2017           | Робоцип                             | Robot Chicken                               | Рік Граймс (голос) | епізод «The Robot Chicken Walking Dead Special: Look Who's Walking» |
| 2018           | Бійтеся ходячих мерців              | Fear the Walking Dead                       | Рік Граймс         | епізод «What's Your Story?»                                         |
| 2022           | Кабінет курйозів Ґільєрмо дель Торо | Guillermo del Toro's Cabinet of Curiosities | Едгар Бредлі       | епізод «The Murmuring»                                              |

### Відеоігри
| Рік  | Назва                            | Роль       | Примітки                   | Джерела |
| ---- | -------------------------------- | ---------- | -------------------------- | ------- |
| 2021 | Fortnite Battle Royale           | Рік Граймс | Зовнішність                | [ 7 ]   |
| 2024 | Call of Duty: Modern Warfare III | Рік Граймс | Зовнішність та озвучування | [ 8 ]   |
| 2025 | Dead by Daylight                 | Рік Граймс | Зовнішність та озвучування | [ 9 ]   |